# Сео д'Алегре
Сео д'Алегре (фр. Céaux-d'Allègre) је насеље и општина у централној Француској у региону Оверња, у департману Горња Лоара која припада префектури Пиј ан Веле.
По подацима из 2011. године у општини је живело 471 становника, а густина насељености је износила 14,53 становника/km². Општина се простире на површини од 32,41 km². Налази се на средњој надморској висини од 900 метара (максималној 1.144 m, а минималној 834 m).

## Демографија
| 1962. | 1968. | 1975. | 1982. | 1990. | 1999. | 2011. |
| ----- | ----- | ----- | ----- | ----- | ----- | ----- |
| 581   | 676   | 621   | 511   | 428   | 412   | 471   |

График промене броја становника у току последњих година